# Trochosa sanlorenziana
Trochosa sanlorenziana là một loài nhện trong họ Lycosidae.
Loài này thuộc chi Trochosa. Trochosa sanlorenziana được Alexander Petrunkevitch miêu tả năm 1925.